# Aconitum maowenense
Aconitum maowenense är en ranunkelväxtart som beskrevs av Wen Tsai Wang. Aconitum maowenense ingår i släktet stormhattar, och familjen ranunkelväxter. Inga underarter finns listade i Catalogue of Life.